# Martin Short
Martin Hayter Short (født 26. marts 1950) er en canadisk komiker, skuespiller, manuskriptforfatter, sanger, og producer.

## Filmografi
- De kom, de så, de løb! (1986)
- Brudens far (1991)
- Pingvinen og strandstenen (1994) (stemme)
- Bruden far 2 (1995)
- Mars Attacks! (1996)
- The Santa Clause 3: The Escape Clause (2006)
- Spiderwick Fortællingerne (2008)